# 울산과학대학교
울산과학대학교(蔚山科學大學校, Ulsan College)는 울산광역시 동구와 남구에 캠퍼스가 소재하고 있는 대한민국의 전문대학이다.

## 연혁
- 1972년 12월 14일:울산공과대학 병설 공업전문학교 설립
- 1979년 3월 1일:울산공과대학 병설 공업전문대학으로 개편
- 1985년 3월 1일:울산공업전문대학으로 교명 변경
- 1989년 3월 1일:울산전문대학으로 교명 변경
- 1998년 11월 11일:울산과학대학으로 교명 변경
- 2000년 3월 17일:동부캠퍼스 개교
- 2011년 12월 1일:울산과학대학교로 교명 변경
- 2012년 7월 25일:간호학과 4년제 학사학위과정 승인.

## 교육편제
다음은 2018년 기준 울산과학대학교의 전문학사 학위 과정 일람이다.

### 동부캠퍼스
| 공학                                                                                                 | 자연과학 | 인문사회                                   |
| --- | --- | ------------------------------------------ |
| - 컴퓨터공학과 - IoT기술전공 - 소프트웨어개발전공 - 건축과 - 실내건축디자인과 - 영상콘텐츠디자인학과 | - 간호학부 - 물리치료학과 - 치위생학과 - 식품영양학과 - 호텔조리제빵과 - 스포츠재활학부 - 스포츠재활전공 - 스포츠지도전공 | - 유아교육과 - 사회복지학과 - 세무회계학과 |

### 서부캠퍼스
| 공학 | 인문사회             |
| --- | -------------------- |
| - 기계공학부 - 기계시스템전공 - 기계설비전공 - 전기전자공학부 - 전기전공 - 스마트전자전공 - 융합안전공학과 - 화학공학과 - 조선해양시스템공학과 - 반도체공학과 | - 글로벌비즈니스학과 |

## 캠퍼스 풍경

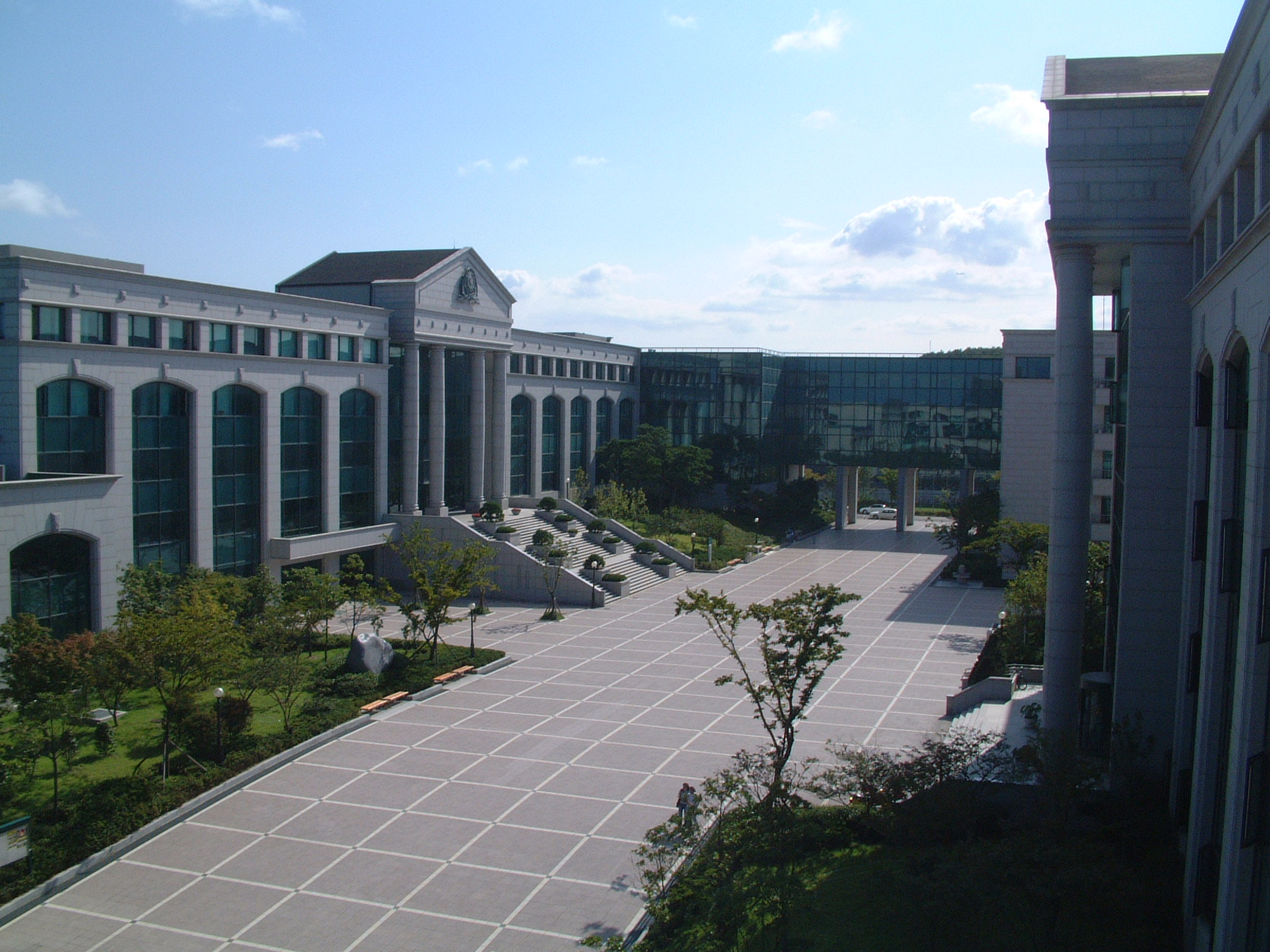
1강의동

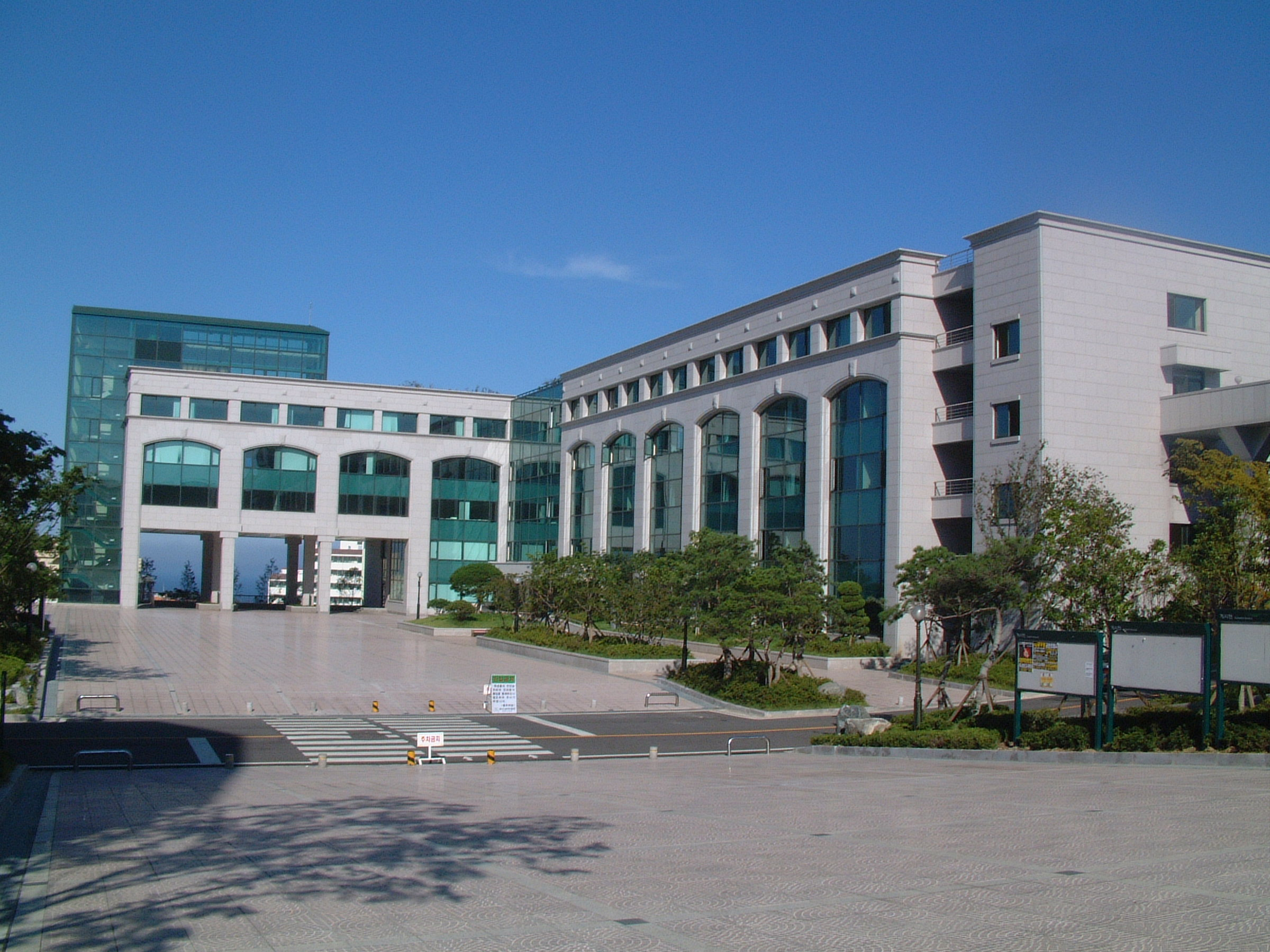
2강의동

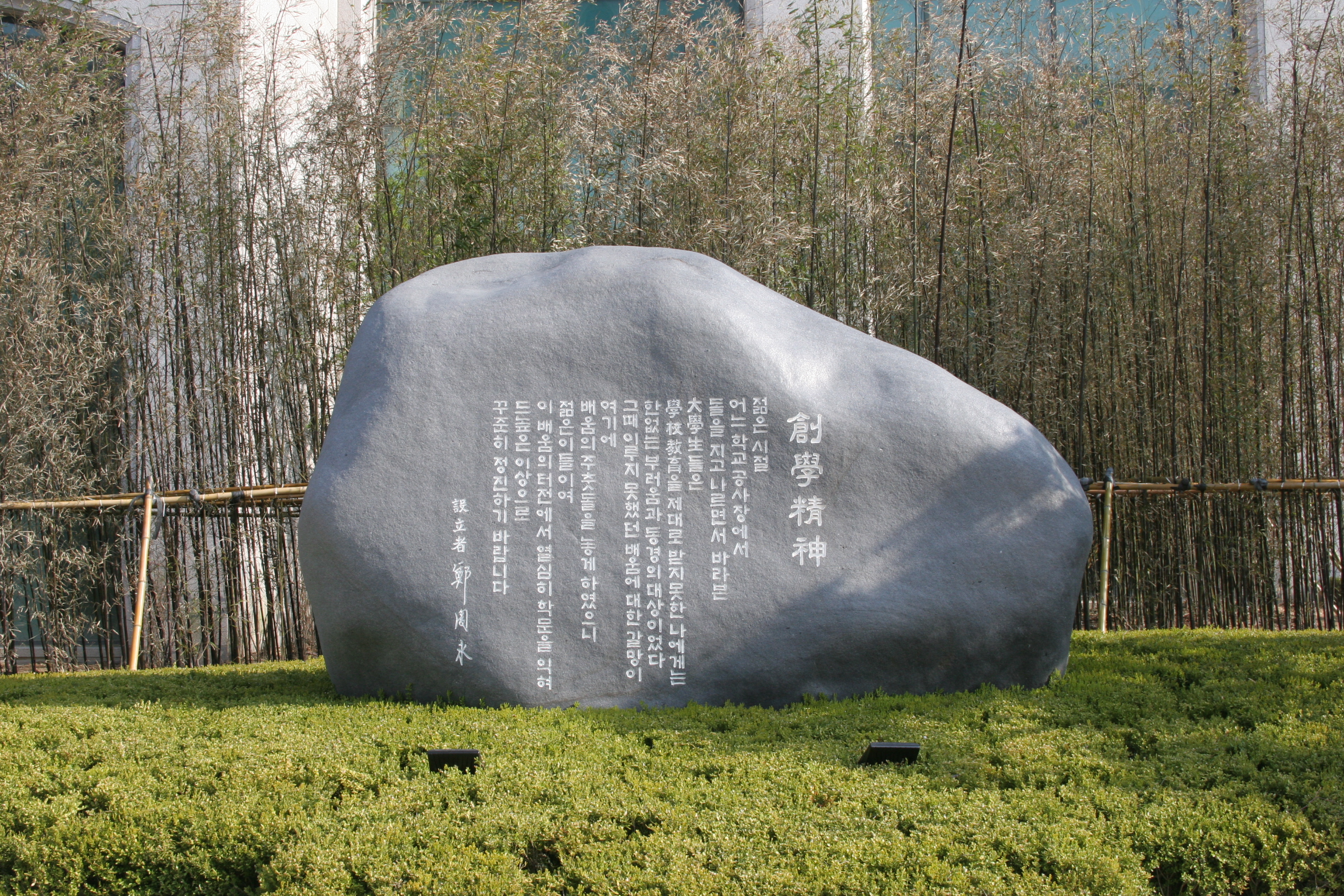
창학정신비

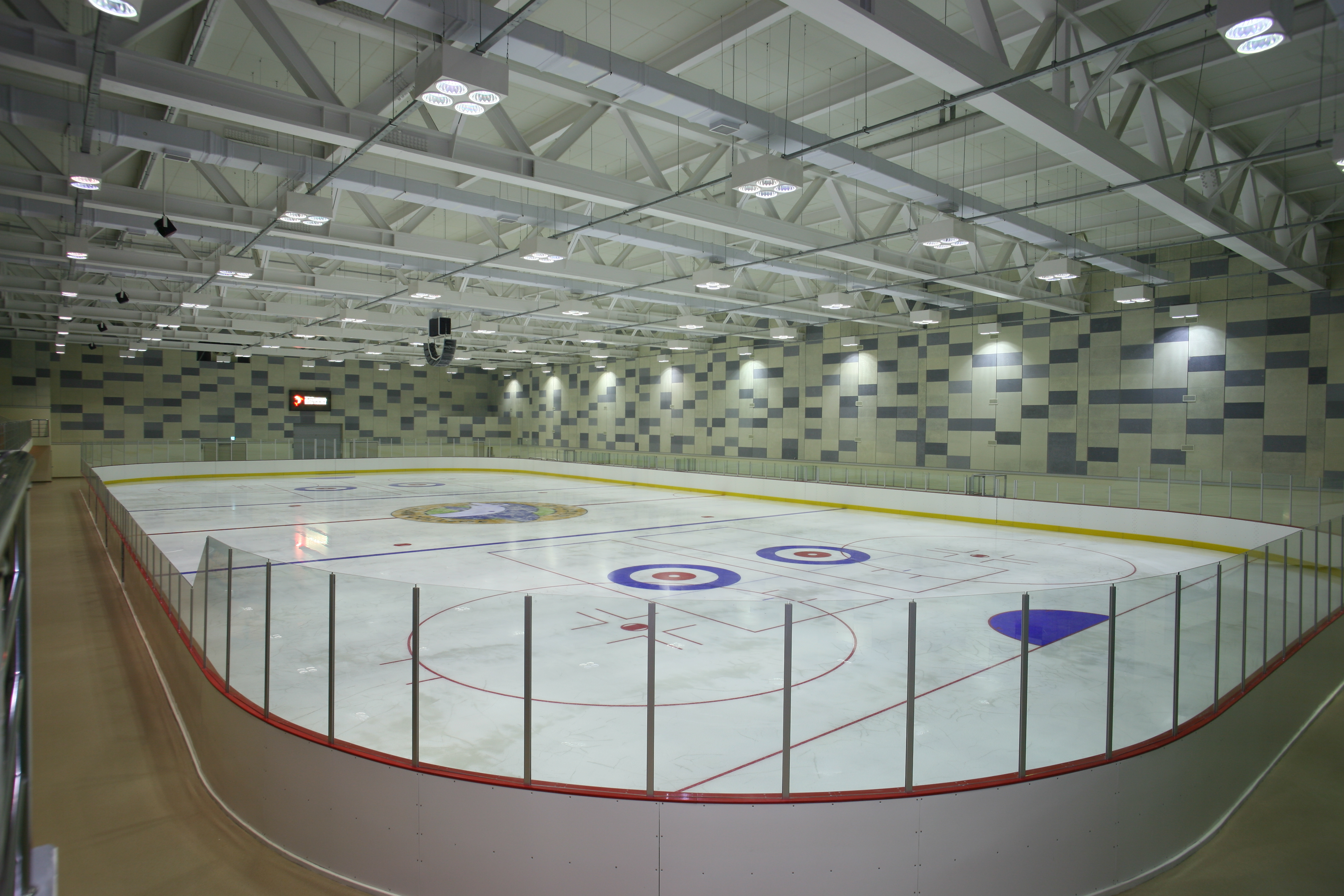
아산체육관-아이스링크장

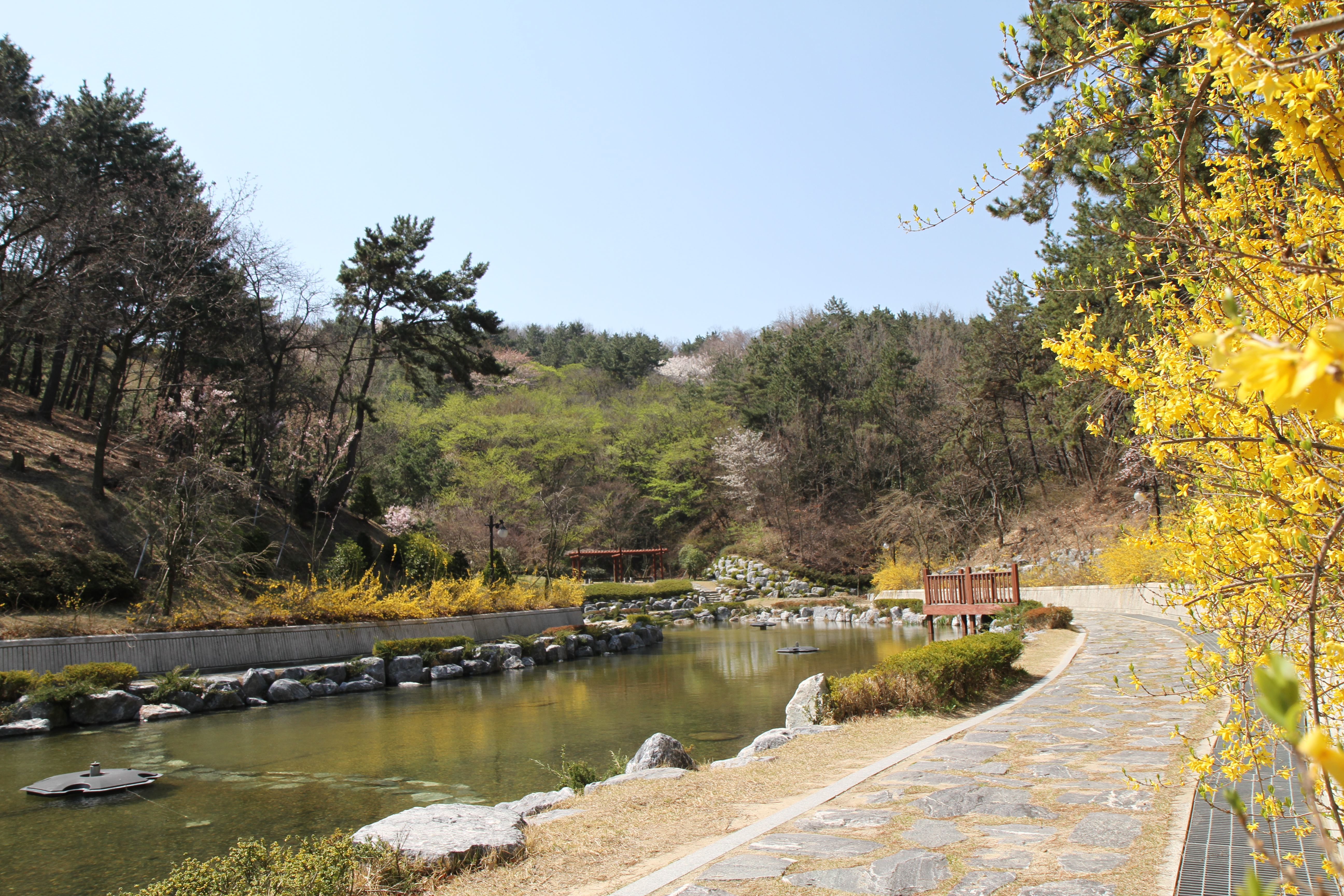
생태연못

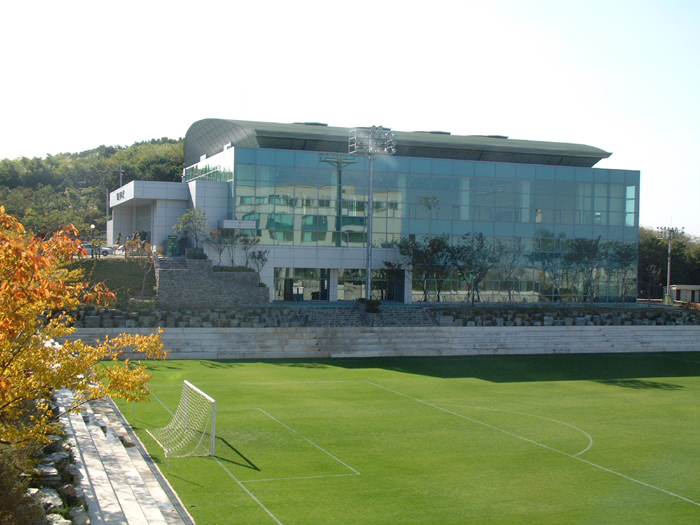
청운체육관

울산과학대학교는 울산광역시에 위치한 전문대학으로, 동구와 남구에 각각 캠퍼스가 위치한다. 동부캠퍼스의 경우 비교적 언덕에 위치해있으며, 울산만과 인접해 있다. 반면, 서부캠퍼스는 평탄한 지형이며 도심지에 위치해 주변 기반 시설이 발달한 편이다. 두 캠퍼스의 교지는 약 30만m2이다.

### 동부캠퍼스
울산과학대학교 동부캠퍼스는 화정동에 위치한다. 2000년 개교한 신규 캠퍼스로, 시설면에서 서부캠퍼스에 비해 발달되어 있으며, 현재 대학본부가 위치하고 있다. 울산과학대학교 산학협력단이 위치하며, 인근에 울산만을 비롯한 바다와, 동구청이 위치하며, 주거시설과 학교가 발달해 있어, 화정초등학교, 화진중학교 등이 위치한다.

### 서부캠퍼스
울산과학대학교 서부캠퍼스는 무거동에 위치한다. 학교의 설립때부터 존재한 캠퍼스로, 현재는 공학계열 일부 학과만 남아있다. 다만, 남구 도심지 부근에 위치해있어 기반 시설 등이 잘 발달한 편이며, 인근에 울산고속도로가 지난다. 신복초등학교, 옥산초등학교 등 학교가 인접해 있고, 울산체육공원이 근처에 위치한다.

### 도서관
울산과학대학교 도서관은 1973년 설립과 동시에 개관하였으며, 현재는 동부캠퍼스에 위치한다. 서부캠퍼스에 분관으로 아산도서관이 위치하며, 2018년 기준, 총 장서 보유량은 213,653권으로, 이는 재학생 1인당 43.6권에 해당하는 양이다.

## 같이 보기
- 울산과학대학교 여자축구단